# Kamičak (Šabac)
Камичак је део Шапца који је добио назив по речици Камичак која је некад протицала кроз тај део градa. Крајем седамдесетих година двадесетог века, речица Камичак је затрпана из хигијенских и урбанистичких разлога, али је тај део града остао познат као Камичак. Главна улица на Камичку (послератно име:  улица Небојше Јерковића која се сада зове Мачванска) је била позната по занатлијским и трговачким радњама, којих је у Шапцу било много све до средине осамдесетих година двадесетог века. Једна од већих улица је Војводе Путника.
Пре Другог светског рата, Камичак је имао много малих кућа, многи стари Шапчани би рекли "баш као онај Ваљевски тешњар". Током рата, Немци су запалили скоро све куће у насељу. само су неке боље куће опстале из тог периода. Такође, до 1980. године је овде била аутобуска станица, која је била без перона.
Прва већа зграда направљена на Камичку је Нова робна кућа, висока око 56 метара и са 13 нивоа. Данас је Камичак савремено градско насеље.